# Élections cantonales de 2004 en Corrèze

Les élections cantonales ont eu lieu les 21 et 28 mars 2004.
Lors de ces élections, 19 des 37 cantons de la Corrèze ont été renouvelés. Elles ont vu la reconduction de la majorité UMP dirigée par Jean-Pierre Dupont, président du conseil général depuis 1992.

## Contexte départemental

### Assemblée départementale sortante
Avant les élections, le conseil général de la Corrèze est présidé par Jean-Pierre Dupont (UMP). Il comprend 37 conseillers généraux issus des 37 cantons de la Corrèze ; 19 d'entre eux sont renouvelables lors de ces élections.
| Parti                             | Sigle | Élus |
| --------------------------------- | ----- | ---- |
| Majorité (20 sièges)              |       |      |
| Union pour un mouvement populaire | UMP   | 19   |
| Divers droite                     | DVD   | 1    |
| Opposition (17 sièges)            |       |      |
| Parti socialiste                  | PS    | 12   |
| Parti communiste français         | PCF   | 4    |
| Divers gauche                     | DVG   | 1    |
| Président du conseil général      |       |      |
| Jean-Pierre Dupont (UMP)          |       |      |

## Résultats à l’échelle du département
Répartition départementale des résultats (2e tour).
- PCF (3,62 %)
- PS (47,38 %)
- UMP (43,99 %)
- DVD (5,01 %)

| Étiquette      | Étiquette                          | Premier tour | Premier tour | Second tour | Second tour | Sièges |
| Étiquette      | Étiquette                          | Voix         | %            | Voix        | %           | Sièges |
| -------------- | ---------------------------------- | ------------ | ------------ | ----------- | ----------- | ------ |
|                | Parti socialiste                   | 20 800       | 32,45        | 25 302      | 47,38       | 10     |
|                | Parti communiste français          | 7 932        | 12,38        | 1 934       | 3,62        | 0      |
|                | Les Verts                          | 1 397        | 2,18         |             |             |        |
|                | Divers gauche                      | 883          | 1,38         |             |             |        |
|                | Extrême gauche                     | 188          | 0,29         |             |             |        |
| Gauche         | Gauche                             | 31 200       | 48,68        | 27 236      | 51,00       | 10     |
|                |                                    |              |              |             |             |        |
|                | Union pour un mouvement populaire  | 24 450       | 38,15        | 23 495      | 43,99       | 9      |
|                | Front national                     | 4 264        | 6,65         |             |             |        |
|                | Divers droite                      | 3 368        | 5,25         | 2 673       | 5,01        | 0      |
|                | Union pour la démocratie française | 811          | 1,27         |             |             |        |
| Droite         | Droite                             | 32 893       | 51,32        | 26 168      | 49,00       | 9      |
|                |                                    |              |              |             |             |        |
| Inscrits       | Inscrits                           | 93 913       | 100,00       | 76 309      | 100,00      |        |
| Abstention     | Abstention                         | 25 868       | 27,00        | 19 648      | 25,75       |        |
| Votants        | Votants                            | 68 045       | 72,46        | 56 661      | 74,25       |        |
| Blancs et nuls | Blancs et nuls                     | 3 952        | 5,81         | 3 257       | 5,75        |        |
| Exprimés       | Exprimés                           | 64 093       | 94,19        | 53 404      | 94,25       |        |

## Résultats à l'échelle du département

### Résultats en nombre de sièges
| Parti | Sièges mis en jeu | Élus | Évolution |
| ----- | ----------------- | ---- | --------- |
| PS    | 7                 | 10   | +3        |
| PCF   | 2                 | 0    | -2        |
| UMP   | 10                | 9    | -1        |

### Assemblée départementale à l'issue des élections
| Parti                             | Sigle | Élus |
| --------------------------------- | ----- | ---- |
| Majorité (19 sièges)              |       |      |
| Union pour un mouvement populaire | UMP   | 18   |
| Divers droite                     | DVD   | 1    |
| Opposition (18 sièges)            |       |      |
| Parti socialiste                  | PS    | 15   |
| Parti communiste français         | PCF   | 2    |
| Divers gauche                     | DVG   | 1    |
| Président du conseil général      |       |      |
| Jean-Pierre Dupont (UMP)          |       |      |

## Résultats par canton

### Canton d'Argentat
| Candidats      | Candidats          | Étiquette      | Premier tour | Premier tour |
| Candidats      | Candidats          | Étiquette      | Voix         | %            |
| -------------- | ------------------ | -------------- | ------------ | ------------ |
|                | René Teulade*      | PS             | 2 275        | 63,90        |
|                | Jean-Claude Senaud | UMP            | 1 067        | 29,97        |
|                | Jean Godeneche     | FN             | 218          | 6,12         |
|                |                    |                |              |              |
| Inscrits       | Inscrits           | Inscrits       | 5 307        | 100,00       |
| Abstention     | Abstention         | Abstention     | 1 356        | 25,55        |
| Votants        | Votants            | Votants        | 3 951        | 74,45        |
| Blancs et nuls | Blancs et nuls     | Blancs et nuls | 391          | 9,90         |
| Exprimés       | Exprimés           | Exprimés       | 3 560        | 90,10        |

*sortant

### Canton d'Ayen
| Candidats      | Candidats              | Étiquette      | Premier tour | Premier tour | Second tour | Second tour |
| Candidats      | Candidats              | Étiquette      | Voix         | %            | Voix        | %           |
| -------------- | ---------------------- | -------------- | ------------ | ------------ | ----------- | ----------- |
|                | Tristan Vigier         | UMP            | 1 531        | 31,36        | 1 732       | 33,44       |
|                | Paul Reynal            | DVD            | 1 290        | 26,42        | 1 421       | 27,44       |
|                | Gérard Ernest M Bonnet | PS             | 1 223        | 25,05        | 2 026       | 39,12       |
|                | Jean-Louis Faure       | PCF            | 641          | 13,13        |             |             |
|                | Marc Esnoult           | FN             | 197          | 4,04         |             |             |
|                |                        |                |              |              |             |             |
| Inscrits       | Inscrits               | Inscrits       | 6 494        | 100,00       | 6 494       | 100,00      |
| Abstention     | Abstention             | Abstention     | 1 387        | 21,36        | 1 136       | 17,49       |
| Votants        | Votants                | Votants        | 5 107        | 78,64        | 5 358       | 82,51       |
| Blancs et nuls | Blancs et nuls         | Blancs et nuls | 225          | 4,41         | 179         | 3,34        |
| Exprimés       | Exprimés               | Exprimés       | 4 882        | 95,59        | 5 179       | 96,66       |

### Canton de Beaulieu-sur-Dordogne
| Candidats      | Candidats                  | Étiquette      | Premier tour | Premier tour | Second tour | Second tour |
| Candidats      | Candidats                  | Étiquette      | Voix         | %            | Voix        | %           |
| -------------- | -------------------------- | -------------- | ------------ | ------------ | ----------- | ----------- |
|                | Jacques Vigier             | DVD            | 973          | 37,98        | 1 252       | 46,94       |
|                | Jacques Guy Mar Descargues | PS             | 840          | 32,79        | 1 415       | 53,06       |
|                | Jean-Marie Roume           | PCF            | 655          | 25,57        | Retrait     | Retrait     |
|                | Laetitia Frédérich         | FN             | 94           | 3,67         |             |             |
|                |                            |                |              |              |             |             |
| Inscrits       | Inscrits                   | Inscrits       | 3 355        | 100,00       | 3 355       | 100,00      |
| Abstention     | Abstention                 | Abstention     | 703          | 20,95        | 563         | 16,78       |
| Votants        | Votants                    | Votants        | 2 652        | 79,05        | 2 792       | 83,22       |
| Blancs et nuls | Blancs et nuls             | Blancs et nuls | 90           | 3,39         | 125         | 4,48        |
| Exprimés       | Exprimés                   | Exprimés       | 2 562        | 96,61        | 2 667       | 95,52       |

### Canton de Brive-Centre
| Candidats      | Candidats            | Étiquette      | Premier tour | Premier tour | Second tour | Second tour |
| Candidats      | Candidats            | Étiquette      | Voix         | %            | Voix        | %           |
| -------------- | -------------------- | -------------- | ------------ | ------------ | ----------- | ----------- |
|                | Frédéric Soulier     | UMP            | 1 357        | 45,25        | 1 913       | 60,06       |
|                | Véronique Seille     | PS             | 706          | 23,54        | 1 272       | 39,94       |
|                | Étienne Patier       | DVD            | 328          | 10,94        |             |             |
|                | Rosie Del Pellegrino | FN             | 270          | 9,00         |             |             |
|                | Nicole Boisseau      | Verts          | 185          | 6,17         |             |             |
|                | Pascal Archain       | PCF            | 153          | 5,10         |             |             |
|                |                      |                |              |              |             |             |
| Inscrits       | Inscrits             | Inscrits       | 5 845        | 100,00       | 5 842       | 100,00      |
| Abstention     | Abstention           | Abstention     | 2 713        | 46,42        | 2 482       | 42,49       |
| Votants        | Votants              | Votants        | 3 132        | 53,58        | 3 360       | 57,51       |
| Blancs et nuls | Blancs et nuls       | Blancs et nuls | 133          | 4,25         | 175         | 5,21        |
| Exprimés       | Exprimés             | Exprimés       | 2 999        | 95,75        | 3 185       | 94,79       |

### Canton de Brive-Nord-Ouest
| Candidats      | Candidats              | Étiquette      | Premier tour | Premier tour | Second tour | Second tour |
| Candidats      | Candidats              | Étiquette      | Voix         | %            | Voix        | %           |
| -------------- | ---------------------- | -------------- | ------------ | ------------ | ----------- | ----------- |
|                | Philippe Nauche*       | PS             | 1 755        | 44,59        | 2 548       | 62,24       |
|                | Guy Auger              | UMP            | 966          | 24,54        | 1 546       | 37,76       |
|                | Raymond Feral          | FN             | 510          | 12,96        |             |             |
|                | Francisco Ponce Macias | PCF            | 253          | 6,43         |             |             |
|                | Ahmed Menasri          | Verts          | 243          | 6,17         |             |             |
|                | Jean-Pierre Nadin      | UDF            | 209          | 5,31         |             |             |
|                |                        |                |              |              |             |             |
| Inscrits       | Inscrits               | Inscrits       | 7 253        | 100,00       | 7 252       | 100,00      |
| Abstention     | Abstention             | Abstention     | 3 102        | 42,77        | 2 870       | 39,58       |
| Votants        | Votants                | Votants        | 4 151        | 57,23        | 4 382       | 60,42       |
| Blancs et nuls | Blancs et nuls         | Blancs et nuls | 215          | 5,18         | 288         | 6,57        |
| Exprimés       | Exprimés               | Exprimés       | 3 936        | 94,82        | 4 094       | 93,43       |

*sortant

### Canton de Bugeat
| Candidats      | Candidats          | Étiquette      | Premier tour | Premier tour | Second tour | Second tour |
| Candidats      | Candidats          | Étiquette      | Voix         | %            | Voix        | %           |
| -------------- | ------------------ | -------------- | ------------ | ------------ | ----------- | ----------- |
|                | Christian Audouin* | PCF            | 775          | 48,47        | 847         | 48,76       |
|                | Christophe Petit   | UMP            | 761          | 47,59        | 890         | 51,24       |
|                | René Delbes        | FN             | 63           | 3,94         |             |             |
|                |                    |                |              |              |             |             |
| Inscrits       | Inscrits           | Inscrits       | 2 061        | 100,00       | 2 057       | 100,00      |
| Abstention     | Abstention         | Abstention     | 386          | 18,73        | 272         | 13,22       |
| Votants        | Votants            | Votants        | 1 675        | 81,27        | 1 785       | 86,78       |
| Blancs et nuls | Blancs et nuls     | Blancs et nuls | 76           | 4,54         | 48          | 2,69        |
| Exprimés       | Exprimés           | Exprimés       | 1 599        | 95,46        | 1 737       | 97,31       |

*sortant

### Canton de Corrèze
| Candidats      | Candidats          | Étiquette      | Premier tour | Premier tour |
| Candidats      | Candidats          | Étiquette      | Voix         | %            |
| -------------- | ------------------ | -------------- | ------------ | ------------ |
|                | Bernadette Chirac* | UMP            | 1 345        | 56,73        |
|                | Christian Ravidat  | PS             | 798          | 33,66        |
|                | Didier Lorioux     | Verts          | 137          | 5,78         |
|                | Chantal Noel       | FN             | 91           | 3,84         |
|                |                    |                |              |              |
| Inscrits       | Inscrits           | Inscrits       | 3 049        | 100,00       |
| Abstention     | Abstention         | Abstention     | 534          | 17,51        |
| Votants        | Votants            | Votants        | 2 515        | 82,49        |
| Blancs et nuls | Blancs et nuls     | Blancs et nuls | 144          | 5,73         |
| Exprimés       | Exprimés           | Exprimés       | 2 371        | 94,27        |

*sortant

### Canton de Donzenac
| Candidats      | Candidats        | Étiquette      | Premier tour | Premier tour | Second tour | Second tour |
| Candidats      | Candidats        | Étiquette      | Voix         | %            | Voix        | %           |
| -------------- | ---------------- | -------------- | ------------ | ------------ | ----------- | ----------- |
|                | Gilbert Fronty*  | PS             | 2 484        | 44,48        | 3 215       | 55,69       |
|                | Yves Laporte     | UMP            | 2 129        | 38,12        | 2 558       | 44,31       |
|                | Pascal Bagnarol  | PCF            | 544          | 9,74         |             |             |
|                | Alain Boucheteil | FN             | 428          | 7,66         |             |             |
|                |                  |                |              |              |             |             |
| Inscrits       | Inscrits         | Inscrits       | 8 032        | 100,00       | 8 030       | 100,00      |
| Abstention     | Abstention       | Abstention     | 2 095        | 26,08        | 1 897       | 23,62       |
| Votants        | Votants          | Votants        | 5 937        | 73,92        | 6 133       | 76,38       |
| Blancs et nuls | Blancs et nuls   | Blancs et nuls | 352          | 5,93         | 360         | 5,87        |
| Exprimés       | Exprimés         | Exprimés       | 5 585        | 94,07        | 5 773       | 94,13       |

*sortant

### Canton d'Eygurande
| Candidats      | Candidats         | Étiquette      | Premier tour | Premier tour | Second tour | Second tour |
| Candidats      | Candidats         | Étiquette      | Voix         | %            | Voix        | %           |
| -------------- | ----------------- | -------------- | ------------ | ------------ | ----------- | ----------- |
|                | Pierre Chevalier* | UMP            | 710          | 49,07        | 813         | 53,84       |
|                | Joseph Friederich | PS             | 442          | 30,55        | 697         | 46,16       |
|                | Roger Gouttebelle | PCF            | 196          | 13,55        |             |             |
|                | Jeanne Champseix  | FN             | 99           | 6,84         |             |             |
|                |                   |                |              |              |             |             |
| Inscrits       | Inscrits          | Inscrits       | 2 131        | 100,00       | 2 131       | 100,00      |
| Abstention     | Abstention        | Abstention     | 541          | 25,39        | 475         | 22,29       |
| Votants        | Votants           | Votants        | 1 590        | 74,61        | 1 656       | 77,71       |
| Blancs et nuls | Blancs et nuls    | Blancs et nuls | 143          | 8,99         | 146         | 8,82        |
| Exprimés       | Exprimés          | Exprimés       | 1 447        | 91,01        | 1 510       | 91,18       |

*sortant

### Canton de Juillac
| Candidats      | Candidats           | Étiquette      | Premier tour | Premier tour | Second tour | Second tour |
| Candidats      | Candidats           | Étiquette      | Voix         | %            | Voix        | %           |
| -------------- | ------------------- | -------------- | ------------ | ------------ | ----------- | ----------- |
|                | Jean-Claude Yardin* | PS             | 1 285        | 41,02        | 1 881       | 56,42       |
|                | Nicole Poulverel    | UMP            | 1 228        | 39,20        | 1 453       | 43,58       |
|                | Maurice Vareille    | PCF            | 462          | 14,75        | Retrait     | Retrait     |
|                | Marcelle Choserot   | FN             | 158          | 5,04         |             |             |
|                |                     |                |              |              |             |             |
| Inscrits       | Inscrits            | Inscrits       | 4 201        | 100,00       | 4 200       | 100,00      |
| Abstention     | Abstention          | Abstention     | 892          | 21,23        | 718         | 17,10       |
| Votants        | Votants             | Votants        | 3 309        | 78,77        | 3 482       | 82,90       |
| Blancs et nuls | Blancs et nuls      | Blancs et nuls | 176          | 5,32         | 148         | 4,25        |
| Exprimés       | Exprimés            | Exprimés       | 3 133        | 94,68        | 3 334       | 95,75       |

*sortant

### Canton de Lapleau
| Candidats      | Candidats             | Étiquette      | Premier tour | Premier tour |
| Candidats      | Candidats             | Étiquette      | Voix         | %            |
| -------------- | --------------------- | -------------- | ------------ | ------------ |
|                | Bertrand Chassagnard* | UMP            | 757          | 58,91        |
|                | Hubert Marcel Fraysse | DVG            | 409          | 31,83        |
|                | Louis Morin           | PCF            | 83           | 6,46         |
|                | Corinne Faucher       | FN             | 36           | 2,80         |
|                |                       |                |              |              |
| Inscrits       | Inscrits              | Inscrits       | 1 663        | 100,00       |
| Abstention     | Abstention            | Abstention     | 322          | 19,36        |
| Votants        | Votants               | Votants        | 1 341        | 80,64        |
| Blancs et nuls | Blancs et nuls        | Blancs et nuls | 56           | 4,18         |
| Exprimés       | Exprimés              | Exprimés       | 1 285        | 95,82        |

*sortant

### Canton de Larche
| Candidats      | Candidats             | Étiquette      | Premier tour | Premier tour | Second tour | Second tour |
| Candidats      | Candidats             | Étiquette      | Voix         | %            | Voix        | %           |
| -------------- | --------------------- | -------------- | ------------ | ------------ | ----------- | ----------- |
|                | Jean-Jacques Delpech* | UMP            | 2 631        | 47,77        | 3 028       | 53,33       |
|                | Isabelle David        | PS             | 1 353        | 24,56        | 2 650       | 46,67       |
|                | Gilles Chatras        | PCF            | 758          | 13,76        |             |             |
|                | Marie-France Lalle    | FN             | 515          | 9,35         |             |             |
|                | Philippe Bernis       | Verts          | 251          | 4,56         |             |             |
|                |                       |                |              |              |             |             |
| Inscrits       | Inscrits              | Inscrits       | 8 214        | 100,00       | 8 214       | 100,00      |
| Abstention     | Abstention            | Abstention     | 2 411        | 29,35        | 2 205       | 26,84       |
| Votants        | Votants               | Votants        | 5 803        | 70,65        | 6 009       | 73,16       |
| Blancs et nuls | Blancs et nuls        | Blancs et nuls | 295          | 5,08         | 331         | 5,51        |
| Exprimés       | Exprimés              | Exprimés       | 5 508        | 94,92        | 5 678       | 94,49       |

*sortant

### Canton de Malemort-sur-Corrèze
| Candidats      | Candidats               | Étiquette      | Premier tour | Premier tour | Second tour | Second tour |
| Candidats      | Candidats               | Étiquette      | Voix         | %            | Voix        | %           |
| -------------- | ----------------------- | -------------- | ------------ | ------------ | ----------- | ----------- |
|                | Robert Penalva*         | PS             | 2 405        | 34,72        | 3 992       | 55,72       |
|                | Serge Marini            | UMP            | 1 869        | 26,98        | 3 173       | 44,28       |
|                | Martine Audebert        | PCF            | 672          | 9,70         |             |             |
|                | Éloi Lalle              | FN             | 610          | 8,81         |             |             |
|                | Jean-Claude Deschamps   | UDF            | 602          | 8,69         |             |             |
|                | Pierre Degas            | Verts          | 581          | 8,39         |             |             |
|                | Jean-Louis Crouzevialle | EXG            | 188          | 2,71         |             |             |
|                |                         |                |              |              |             |             |
| Inscrits       | Inscrits                | Inscrits       | 10 844       | 100,00       | 10 844      | 100,00      |
| Abstention     | Abstention              | Abstention     | 3 436        | 31,69        | 3 032       | 27,96       |
| Votants        | Votants                 | Votants        | 7 408        | 68,31        | 7 812       | 72,04       |
| Blancs et nuls | Blancs et nuls          | Blancs et nuls | 481          | 6,49         | 647         | 8,28        |
| Exprimés       | Exprimés                | Exprimés       | 6 927        | 93,51        | 7 165       | 91,72       |

*sortant

### Canton de Neuvic
| Candidats      | Candidats         | Étiquette      | Premier tour | Premier tour |
| Candidats      | Candidats         | Étiquette      | Voix         | %            |
| -------------- | ----------------- | -------------- | ------------ | ------------ |
|                | Henri Roy*        | PS             | 1 247        | 52,18        |
|                | Gérard Nussac     | UMP            | 1 032        | 43,18        |
|                | Jean-Pierre Morin | FN             | 111          | 4,64         |
|                |                   |                |              |              |
| Inscrits       | Inscrits          | Inscrits       | 3 188        | 100,00       |
| Abstention     | Abstention        | Abstention     | 644          | 20,20        |
| Votants        | Votants           | Votants        | 2 544        | 79,80        |
| Blancs et nuls | Blancs et nuls    | Blancs et nuls | 154          | 6,05         |
| Exprimés       | Exprimés          | Exprimés       | 2 390        | 93,95        |

*sortant

### Canton de La Roche-Canillac
| Candidats      | Candidats              | Étiquette      | Premier tour | Premier tour | Second tour | Second tour |
| Candidats      | Candidats              | Étiquette      | Voix         | %            | Voix        | %           |
| -------------- | ---------------------- | -------------- | ------------ | ------------ | ----------- | ----------- |
|                | Jean-Louis Bachellerie | UMP            | 917          | 41,83        | 1 186       | 52,18       |
|                | Émile Roubertie        | PCF            | 431          | 19,66        | 1 087       | 47,82       |
|                | René Francois Vialleix | PS             | 425          | 19,39        | Retrait     | Retrait     |
|                | Louis-Jean Delord      | DVG            | 343          | 15,65        | Retrait     | Retrait     |
|                | Francoise Blazquez     | FN             | 76           | 3,47         |             |             |
|                |                        |                |              |              |             |             |
| Inscrits       | Inscrits               | Inscrits       | 2 876        | 100,00       | 2 875       | 100,00      |
| Abstention     | Abstention             | Abstention     | 569          | 19,78        | 491         | 17,08       |
| Votants        | Votants                | Votants        | 2 307        | 80,22        | 2 384       | 82,92       |
| Blancs et nuls | Blancs et nuls         | Blancs et nuls | 115          | 4,98         | 111         | 4,66        |
| Exprimés       | Exprimés               | Exprimés       | 2 192        | 95,02        | 2 273       | 95,34       |

### Canton de Treignac
| Candidats      | Candidats            | Étiquette      | Premier tour | Premier tour |
| Candidats      | Candidats            | Étiquette      | Voix         | %            |
| -------------- | -------------------- | -------------- | ------------ | ------------ |
|                | Daniel Chasseing*    | UMP            | 2 021        | 63,71        |
|                | Jean-Claude Magnaval | PCF            | 984          | 31,02        |
|                | Patrick Peyramaure   | FN             | 167          | 5,26         |
| Inscrits       | Inscrits             | Inscrits       | 4 384        | 100,00       |
| Abstention     | Abstention           | Abstention     | 926          | 21,12        |
| Votants        | Votants              | Votants        | 3 458        | 78,88        |
| Blancs et nuls | Blancs et nuls       | Blancs et nuls | 286          | 8,27         |
| Exprimés       | Exprimés             | Exprimés       | 3 172        | 91,73        |

*sortant

### Canton d'Ussel-Est
| Candidats      | Candidats                                 | Étiquette      | Premier tour | Premier tour | Second tour | Second tour |
| Candidats      | Candidats                                 | Étiquette      | Voix         | %            | Voix        | %           |
| -------------- | ----------------------------------------- | -------------- | ------------ | ------------ | ----------- | ----------- |
|                | Pierre Gathier*                           | UMP            | 1 253        | 36,59        | 1 901       | 55,63       |
|                | Gilles Pegourier                          | DVD            | 777          | 22,69        | Retrait     | Retrait     |
|                | Claudine Yvette Presset Épouse Boutouyrie | PS             | 715          | 20,88        | 1 516       | 44,37       |
|                | Gilles Chazal                             | PCF            | 459          | 13,41        |             |             |
|                | Hippolyte Champseix                       | FN             | 220          | 6,43         |             |             |
| Inscrits       | Inscrits                                  | Inscrits       | 5 133        | 100,00       | 5 133       | 100,00      |
| Abstention     | Abstention                                | Abstention     | 1 509        | 29,40        | 1 440       | 28,05       |
| Votants        | Votants                                   | Votants        | 3 624        | 70,60        | 3 693       | 71,95       |
| Blancs et nuls | Blancs et nuls                            | Blancs et nuls | 200          | 5,52         | 276         | 7,47        |
| Exprimés       | Exprimés                                  | Exprimés       | 3 424        | 94,48        | 3 417       | 92,53       |

*sortant

### Canton d'Uzerche
| Candidats      | Candidats            | Étiquette      | Premier tour | Premier tour | Second tour | Second tour |
| Candidats      | Candidats            | Étiquette      | Voix         | %            | Voix        | %           |
| -------------- | -------------------- | -------------- | ------------ | ------------ | ----------- | ----------- |
|                | Sophie Dessus*       | PS             | 1 801        | 43,85        | 2 456       | 57,48       |
|                | Jean-Jacques Dumas   | UMP            | 1 568        | 38,18        | 1 817       | 42,52       |
|                | Jean-Paul Grador     | PCF            | 426          | 10,37        |             |             |
|                | Jean-Louis Moulinier | FN             | 181          | 4,41         |             |             |
|                | Jean Chatenet        | DVG            | 131          | 3,19         |             |             |
| Inscrits       | Inscrits             | Inscrits       | 5 413        | 100,00       | 5 412       | 100,00      |
| Abstention     | Abstention           | Abstention     | 1 089        | 20,12        | 905         | 16,72       |
| Votants        | Votants              | Votants        | 4 324        | 79,88        | 4 507       | 83,28       |
| Blancs et nuls | Blancs et nuls       | Blancs et nuls | 217          | 5,02         | 234         | 5,19        |
| Exprimés       | Exprimés             | Exprimés       | 4 107        | 94,98        | 4 273       | 94,81       |

*sortant

### Canton d'Ussel-Ouest
| Candidats      | Candidats                         | Étiquette      | Premier tour | Premier tour | Second tour | Second tour |
| Candidats      | Candidats                         | Étiquette      | Voix         | %            | Voix        | %           |
| -------------- | --------------------------------- | -------------- | ------------ | ------------ | ----------- | ----------- |
|                | Aimée Louisette Vallat Née Cloup* | UMP            | 1 308        | 43,40        | 1 485       | 47,61       |
|                | Martine Leclerc                   | PS             | 1 046        | 34,70        | 1 634       | 52,39       |
|                | Daniel Peyrat                     | PCF            | 440          | 14,60        |             |             |
|                | Guy Raynal                        | FN             | 220          | 7,30         |             |             |
| Inscrits       | Inscrits                          | Inscrits       | 4 470        | 100,00       | 4 470       | 100,00      |
| Abstention     | Abstention                        | Abstention     | 1 253        | 28,03        | 1 162       | 26,00       |
| Votants        | Votants                           | Votants        | 3 217        | 71,97        | 3 308       | 74,00       |
| Blancs et nuls | Blancs et nuls                    | Blancs et nuls | 203          | 6,31         | 189         | 5,71        |
| Exprimés       | Exprimés                          | Exprimés       | 3 014        | 93,69        | 3 119       | 94,29       |

*sortant